# Luca Enoch
Pour les articles homonymes, voir Enoch.
Luca Enoch est un scénariste italien de bande dessinée, né le 12 juin 1962 à Milan.

## Biographie
Il a travaillé pour les revues Fumo di China et L'Intrepido.

## Œuvres
Plusieurs des séries de Luca Enoch sont traduites en français, d'autres sont encore inédites : Sprayliz (it), Legs Weaver, Gea, Lilith (Bonelli) (it).
- série Rangaku, scénario de Luca Enoch, dessins de Maurizio Di Vincenzo, Les Humanoïdes associés coll. « Dédales »
  - La Cité sans nuit (2007)  (ISBN 2-7316-1753-5)

- série Morgana, scénario de Luca Enoch et Mario Alberti, dessins de Mario Alberti, Les Humanoïdes associés

1. La Porte du ciel (2002)  (ISBN 2-7316-6141-0)[2]
2. Le Secret des Krritt (2003)  (ISBN 2-7316-6261-1)
3. Les Deux Phénix (2005)  (ISBN 2-7316-1643-1)
4. La Voie des Eons (2006)  (ISBN 2-7316-1716-0)

- série Dragonero, scénario de Luca Enoch et Stefano Vietti, dessins de Giuseppe Matteoni, Clair de Lune coll. « Petit Pierre & Ieizael »
  - Le Sang du dragon (2014)  (ISBN 978-2-353-25653-2)
  - Le Secret des alchimistes (2014)  (ISBN 978-2-353-25654-9)

- Stern Gang, scénario de Luca Enoch, dessins et couleurs de Claudio Stassi, La Boîte à bulles coll. « Contre-cœur » (2014)  (ISBN 978-2-84953-202-7)

## Prix et récompenses
- 1995 : triple prix "Fumo di China" pour la série Sprayliz (it) : meilleure publication, meilleur personnage et meilleur auteur complet.
- 2004 : prix Micheluzzi du meilleur scénariste pour Gea et Morgana
- 2011 : prix Micheluzzi de la meilleure série au dessin réaliste pour Lilith
- 2013 : prix Micheluzzi de la meilleure série au dessin réaliste pour Lilith
- 2016 : prix Micheluzzi de la meilleure série au traitement réaliste pour Lilith